# قاعة العرش في دنقلا
قاعة العرش في دنقلا والمعروفة باسم مبنى المسجد موقعاً أثريا في دنقلا القديمة بالسودان. وإنه مبنى من الطوب من طابقين يقع على تل صخري ويطل على المدينة ووادي النيل تم بنائه في القرن التاسع، وهو بمثابة مبنى تمثيلي غني لملوك (Makurian) في عام 1317م خلال فترة تراجع (Makurian)، تم تحويله إلى مسجد يخدم هذا الغرض حتى تم إغلاقه وتحول إلى نصب تاريخي في عام 1969م بعد ذلك بدأ علماء الآثار البولنديون في حفر المبنى ووصفت بأنها «الصرح الأكثر أهمية ورمزية في تاريخ السودان وذلك في العصور الوسطى»  وهو الآن يصنف أقدم مسجد محفوظ في دولة السودان.

## التاريخ

### قاعة العرش ماكوريان (القرن التاسع- 1317)

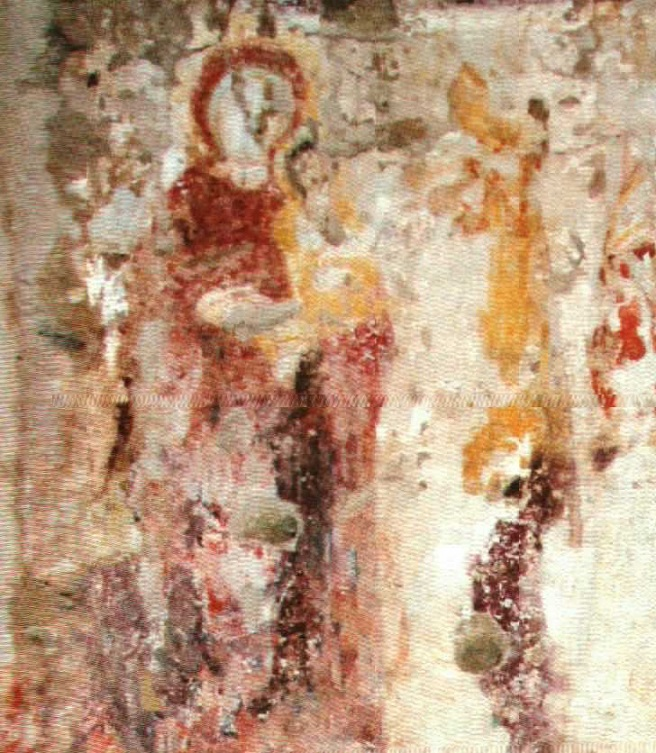
تهالك اللوحة من القاعة المركزية في الطابق العلوي ، تُظهر مريم العذراء والطفل المسيح. هذا الأخير هو الوصول نحو شجرة التاريخ.

من أواخر القرن الخامس دنقلا العجوز(قديم النوبي: Tungh) كان ليكون (عاصمة النوبية مملكة المقرة) الذي إعتنق المسيحية في منتصف القرن السادس  وأكد بنجاح استقلالها عن (الفتوحات الإسلامية) في وقت مبكر في القرن السابع.  بين القرنين (القرن التاسع والقرن الحادي عشر) وتتمتع (المدينة) بـ (عصر ذهبي) ففي القرن التاسع تم بناء العديد من المباني التمثيلية ومن بينها (قاعة العرش).  بنيت (قاعة العرش) في النصف الأول من القرن في عهد (الملك جورجيوس الأول) (r .   835-887)  وأبيه (زكريا الثاني) (r .   835-857).  كانت تقع على (تل صخري).  في الجزء الشرقي من (المدينة) ويتمتع هذا المبنى المكون من طابقين  بإطلالة شاملة على (المدينة) والنيل  وتم تفسير الغرض منها بشكل مختلف على مر السنين بدءًا من (الكنيسة والدير والقلعة الملكية) ومع ذلك يشير (تصميمه الداخلي) إلى أن المبنى كان له (غرض رسمي وغير سكني)، وكان الغرض منه إقناع (الزوار).  حيث كانت (قاعة العرش) الفعلية في الطابق العلوي  والتي توصلت إليها المواكب والوفود الرسمية عن طريق صعود سلم ضخم.  تم تزيين كل من الدرج وقاعة العرش بلوحات جدارية.  خلال القرنين القرن الحادي عشر والقرن الثاني عشر تم تغييرها. 
من 1265 تحملت (ماكوريا) غزوات متكررة من قبل (سلطنة المماليك) والتي من 1267 عادة ما تثبيت (ملك العميل) على (العرش ماكوريان).  في نهاية القرن الثالث عشر بعد مواجهة أخرى مع (سلطنة المماليك)، كانت أرقى المباني في أولد (دونجولا) ومن بينها قاعة العرش تحت الأنقاض وإنخفض عدد السكان بشكل كبير بسبب عمليات الترحيل.  تعرضت قاعة العرش على وجه الخصوص إلى الدمار في (الجنوب والشمال الغربي) وبعد وقت قصير من وقوع الضرر في نهاية القرن الثالث عشر تم ترميم المبنى، مع تعديلات مختلفة. 

### المسجد (1317-1969)
في عام 1316 م تدخلت المماليك مرة أخرى في شؤون (ماكورين) عازمين على تنصيب الأمير (برشامبو)على العرش وكان الأمير برشمبو مسلما.  في 29 مايو 1317 قام بتحويل قاعة العرش إلى مسجد، وهو ما تؤكده نقش رخامي.  تعديلات على المبنى خاصة في القاعة المركزية التي يقع بالطابق العلوي وفقًا لوظيفة جديدة، مثل إدراج المحراب وتطبيق (الجبص) على اللوحات الجدارية المسيحية.  لم يكن الأمير (برشامبو) مشهورًا بين رعاياه بسبب إصلاحاته وموقفه؛  يفترض العالم النوبي (وودزيميرز جودلوفسكي) أن تحويل قاعة العرش ربما يكون له دور في سقوط الأمير (برشمبو).  قُتل الأمير (برشامبو) في نهاية الأمر وفي نفس العام على يد أتباعه.  وبعد وفاته حكمت (ماكوريا) من قبل كل من الملوك المسلمين والمسيحيين.  ولم يجرأ أي من هؤلاء الملوك على استعادة الوظيفة السابقة للمبنى حيث دعم سلاطين المماليك وظيفتها الجديدة. 

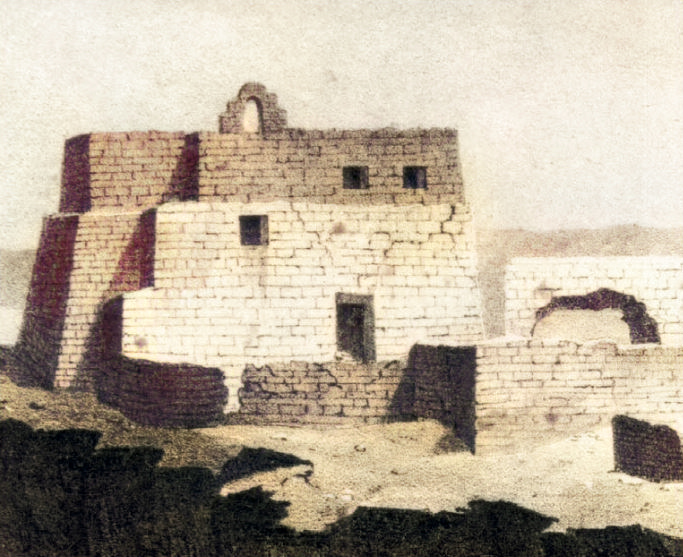
المسجد في عام 1821

تسببت الحرب الأهلية في تدمير قديم دنقلا في عام 1365م. فر ملوك ماكورين إلى النوبة السفلى في الشمال وحيث كانوا سيحافظون على أنفسهم لمدة 150 عاماً تقريباً، وأصبحت دنقلا القديمة التي هجرتها (ماكورين) تحت سيطرة قبيلة بنو جاد العربية
 وفي نهاية المطاف ظهر كيان سياسي جديد يسمى (ممكلة دنقلا تاون)  والتي تم دمجها في سلطنة الفونج خلال أوائل القرن السادس عشر تم تثبيت المبنى ليكون سكن لحجاج مكة
 مع ذلك خلال القرنين القرن السابع عشر والقرن التاسع عشر، كان من المحتمل الوصول إلى الطابق الأرضي. في النصف الثاني من القرن الثامن عشر، تم تسجيل شيخ محلي ساتي حميد صوار لتجديد المسجد على نطاق واسع.  
من أوائل القرن التاسع عشر تم وصف المبنى تكرارً ومراراً من قبل المسافرين والباحثين الغربيين.  وفي أواخر القرن التاسع عشر تم التخلي عن (دنقلا القديمة) لأسباب اقتصادية لكن المسجد ظل قيد الاستخدام  في عام 1906 تم توثيقه على نطاق واسع لأول مرة، بعد مرور عام تلقت ترميماً أخر (لأحمد حلمي نايف) عمدة (دبا) والعديد من المواقع الأخرى التي أجرتها مصلحة الآثار السودانية ومتاحف مختلفة تتبع في منتصف القرن العشرين.   توقفت عن العمل كمكان للعبادة في عام 1969 م  تم الحفاظ عليه والآن هو أقدم مسجد محفوظ في السودان. 

### موقع تاريخي (1969 حتى الآن)
بعد أعمال التنقيب في (كاتدرائية فرس) حوّل علماء الآثار البولنديون انتباههم إلى أولاد (دونجولا) حيث بدأوا في الحفر من عام 1964م.  وبين عامي 1970م و 1983م قاموا بحفر قاعة العرش وتوثيق فن العمارة واللوحات الجدارية. 
الغرض منه هو تحويل موقع (دنقلا القديم) إلى (حديقة أثرية). حيث تم التخطيط لبناء ثقف فولازي لتوفير الحماية وتشكيل إطار تثبيت وبعد البحث في اللوحات الجدارية على الدرج والقاعة الرئيسية في الطابق الأول ظهرت أفكار حول (الأيقونات والتسلسل الزمني). من عام 2018 إلى عام 2023، سيكون موضوع دنقلا القديم موضوع مشروع كبير متعدد التخصصات يبحث في التحولات التي حدثت بين القرنين الرابع عشر وأوائل القرن التاسع عشر.

## هندسة معمارية
كانت قاعة العرش مستوحاة من الهندسة المعمارية البيزنطية، مما يدل على ارتباط ماكووري (بالثقافة البيزنطينية)  . وتوجد قاعات جمهور مماثلة معروفة من الإمبراطورية البلغارية وتقليدها وحتى وإن كان ذلك على نطاق أصغر من قاعات القسطنطينية.  قاعة العرش بقياس 12 متر (39 قدم) في ارتفاع 28 متر (92قدم) في الطول و 18 متر (29قدم)  وتم بنائه من (الطوب الطيني) و (الطوب الأحمرالمطلي) و (الحجر الرملي). 

## اللوحات الجدارية

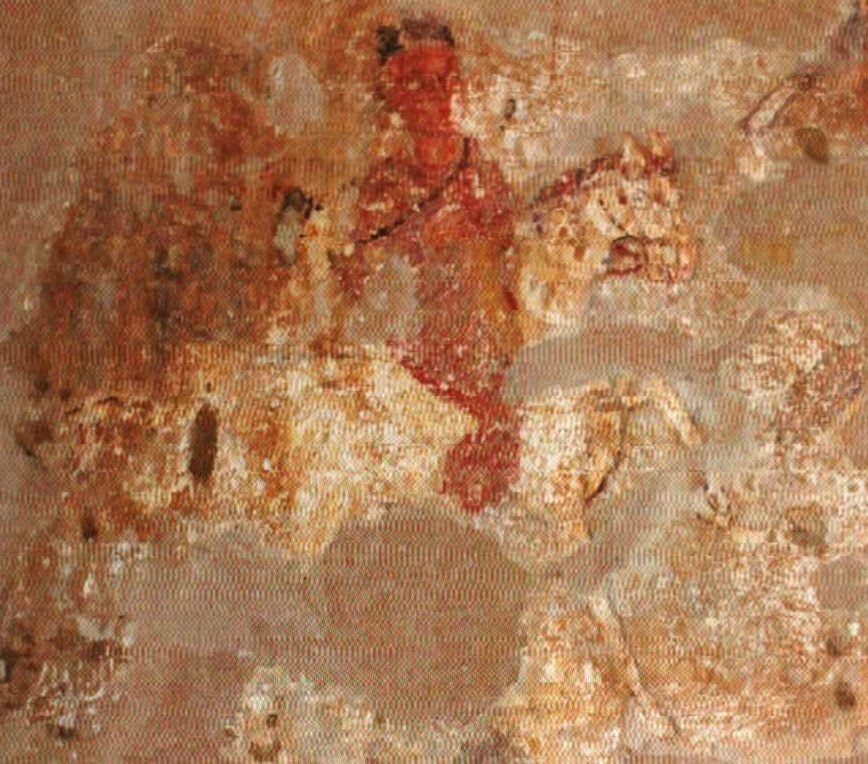
التفاصيل من لوحة من القاعة المركزية ، تظهر Magus على ظهور الخيل

عانت اللوحات الجدارية في قاعة العرش من أضرار بسبب النمل الأبيض ومياه الأمطار والخفافيش.  تقع في القاعة المركزية والدرج وتظهر التأثيرات على النماذج البيزنطية.  كانت جدران الدرج تحتوي على طبقتين من (الجبس المطلي) والتي تبين أن رئيس الملائكة ميخائيل ميخائيل يمسك برمحة، واثنين من القديسين المحاربين (أحدهما مشيا على الأقدام وواحد على ظهور الخيل) بالإضافة إلى العديد من الشخصيات البارزة غير المحددة. 
كان للقاعة المركزية أيضًا طبقات متعددة من (الجص المطلي) وتتفاوت الكمية من جدار إلى آخر.  يضم الجدار الشرقي مشهداً واضحاً لعيد ميلاد العذراء مريم ملقاه على مرتبة وسرير مع الطفل المسيح، وملائكة، وعلى (المجلة الكتابية الثلاثة). يقتصر نظام الألوان في الغالب على (الأصفر والبرتقالي والأحمر والبنفسجي).  يحتوي الجزء الشرقي من الجدار الجنوبي على صورة مجزأة لرئيس الملائكة (ميخائيل والثالوث المقدس)، في حين تم تقسيم الجزء الغربي إلى مشهدين، أحدهما يُظهر (ماري وهي تحمل المسيح الطفل)، الذي يمد يده للوصول إلى (شجرة نخيل). مرة أخرى تقتصر الألوان في الغالب على (اللون البنفسجي والأصفر والأحمر).  (أيقونات) هذا المشهد الأخير فريدة من نوعها في سياق (ماكوري).  في البداية ظهر المشهد الآخر من الجزء الغربي من الجدار الجنوبي في (التجلي) لكن تم رسمه لاحقًا (بالثالوث المقدس) وملك (بالكاد محفوظ) يرتدي تاجًا مقرنًا.  على الجدار الغربي، يمكن رؤية (ملك مع صولجان) و (تاج بيزنطي)، بالإضافة إلى شخصيتين يقفان مع الهالات. يحتوي الجدار الشمالي على صليب كبير وكاهن وملك يرتدي تاجًا وحجابًا أزرق وثوبًا أبيض. أضافت طبقة لاحقة من الجص الملون أربعة وعشرين شيوخًا من كتاب الوحي، وهم يرتدون الجلباب الأبيض وأوراق نخيلهم وهم جالسين على العروش. 

## الشروح
1. ↑  Zakharias II had seized the throne in 835. In the same year he crowned his son Georgios I king before dispatching him on a diplomatic mission to بغداد, probably to increase his prestige. After the death of Zakharias II in 857 his son became the sole ruler.[4]